# Francis Ponta
Francis Ettore Ponta, dit Frank Ponta, né le 8 novembre 1935 à Subiaco et mort le 1er juin 2011 à Perth (Australie-Occidentale), est un athlète, basketteur, escrimeur et nageur handisport australien d'origine italienne.
Rendu paraplégique par une opération à l'âge de dix-sept ans, il fait partie de la première équipe d'Australie de basket-ball en fauteuil roulant. Mais c'est dans trois autres disciplines qu'il décroche ses cinq principales médailles internationales. La première aux Jeux de Stoke Mandeville, précurseur des Jeux paralympiques, au fleuret par équipes. À Tokyo, en 1964, il ramène une médaille d'or des Jeux en natation. Il décroche aussi deux médailles d'argent, en escrime et en athlétisme, et une de bronze, la dernière en 1968, en natation.
À la suite de sa carrière sportive, Ponta a entraîné plusieurs grands athlètes paralympiques, les plus importants étant Louise Sauvage et Priya Cooper.

## Palmarès
Jeux paralympiques
- Athlétisme handisport
  -  Médaille d'argent au lancer du javelot de précision aux Jeux paralympiques de 1960 à Rome

- Escrime handisport
  -  Médaille d'argent au fleuret catégorie Novices aux Jeux paralympiques de 1964 à Tokyo

- Natation handisport
  -  Médaille d'or du 25 m nage libre aux Jeux paralympiques de 1964 à Tokyo
  -  Médaille de bronze du 25 m brasse aux Jeux paralympiques de 1968 à Tel-Aviv

Jeux de Stoke Mandeville
- Escrime handisport
  -  Médaille d'or au fleuret par équipes catégorie Novices aux Jeux de Stoke Mandeville de 1957